# Йосі Тацу
Ямамото Наофумі (яп. 山本 尚史, Ямамото Наофумі) — японський реслер та боксер, став відомий у WWE під псевдонімом Йоши Татсу. До 2008 року виступав у New Japan Pro Wrestling.

## Кар'єра реслера

### New Japan Pro Wrestling (2002—2008)
Ямамото розпочав кар'єру реслера у 2002 році, після того як закінчив навчання у додзьо New Japan Pro Wrestling..
У своєму дебютному мачті він програв Іноує Ватару, на арені Korakuen Hall. Після цього, щоб стати досвітченішим, він деякий час виступав як джобер. 27 грудня 2003 року Ямамото програф Рюсуке Тагуті за місце на майбутньому ppv. Наступного року він взяв участь у розіграші Young Lion Cup, де переміг Хіроокі Гото, Акію Андзаву і Хиросі Нагао. Проте він здобув лише 6 балів, чого було недостатньо для проходу в фінал. На наступньому Young Lion Cup він виграв лише один бій, коли переміг Такахасі Юдзіро. У 2006 році Ямамото взяв участь у своєму першому G1 Climax, на якому програв всі чотири матча. Щоб здобути перемогу на наступному G1 Climax, Ямамото об'єднується в команду з Манабу Наканісі. Там вони змогли здобути лише одну перемогу над Giant Bernard та Travis Tomko. 18 січня 2006 року він разом з Осаму Нисімурою перемагає Тору Яно і Тогі Макабе. Літом наступного року Ямамото регулярно об'єднувався з Хіросі Танахасі з яким зрештою сформував команду під назвою New Japan Dragons. Їм дісталася можливість боротися за IWGP Tag Team Championship проти Бернарда і Томко, проте в результаті Ямамото і його партнер програли. На G1 Climax 2007 Ямамото повернувся разом з Такасі Іідзукою. Вони зайняли останнє місце, хоча й перемогли три команди. 2 жовтня 2007 року він разом зі своїми тренером Юдзі Нагатою програв битву за NJPW команді Томохіро Ісіі і Тору Яно. Це був останній матч Ямамото в Японії.

### World Wrestling Entertainment (2008—2014)

#### Комерційні питання (2008—2009)
Під кінець 2007 року Ямамото заявив що підписав контракт з World Wrestling Entertainment і поїхав до США. Спочатку його занесли до підрозділу Florida Championship Wrestling, щоб навчити стилю «WWE реслінга» і показати керівницту WWE його вміння. Там він короткий час виступав у команді з Шеймусом під назвою «the Movers and the Shakers». За цей час він змінив свій псевдонім з Мр. Ямамото на більш коротке Ямамото. У кінці 2009 року він беззаперечно свій псевдонім на сьогоднішній — Йоши Тацу.

#### Освновний ростер (2009-2014)
30 червня 2009 року Йоши приєднався до бренду ECW. Тієї ночі він провів свій перший матч, побивши Шелтона Бенджаміна з одного удару. Проте, 9 липня він програв Бенджаміну у матчі-реванші. 20 жовтня на арені ECW Тацу переміг Зака Райдера, та став притендентом № 1 на титул чемпіона ECW. Наступного тижня Тацу програв Крістіану і втратив можливість стати чемпіоном. 22 грудня Йоши переміг Джека Свагера. 12 січня його переміг Кейн. На шоу Royal Rumble 2010 Тацу був знищений Джоном Сіною. Після цього Йоши об'єднався в команду з Голдастом. З часом вони стали притендентами на командне золото WWE, проте не змогли взяти його на останньому епізоді ECW.
Після кінця ECW, 22 грудня 2010 Тацу дебютував на арені Raw у команді з Кофі Кінгстоном та Еваном Борном, де вони перемогли Ренді Ортона, Коді Роудса та Теда Дібіасі. Після цього Татсу переміг на Battle Royal WrestleMania XXVI, переживши 25 суперників. У червні 2010 року Тацу брав участь к кількох закулісних бійках проти Нексус, де виступав на стороні Джона Сіни.
11 жовтня Йоши переміг Зака Райдера на арені Superstars. 29 жовтня Йоши Тацу та Марк Генрі перемогли (Не без допомоги Сіни) Нексус та увійшли до 4х-стороннього змагання за місце командних чемпіонів. Наступного тижня вони боролись проти Володимира Козлова та Сантіно Марелли, Братів Усо та членів Нексус: Джастіна Гебріала і Хіта Слейтера. У тому змаганні Татсу та Генрі вилетіли першими.
У 2011 році Йоши Татсу був переміщений на SmackDown, де провів усього два матча: Бій за місце придендента на титул чемпіона світу і «Все, що я хочу на Різдво», переможець якого міг втілити будь-яке бажання у рамках компанії.
У 5му сезоні NXT він став профі новачка Байрона Сакстона. 26 квітня Сакстон допоміг Лакі Кенону здобути перемогу над Тацу. Після цього інциденту, у ніч 17 травня Йоши помстився Байрону шляхом перемоги над ним. 31 травня Сакстон став другим новачком вилученим з NXT.
Після цього суперником Татсу став інший профі — Тайсон Кідд, чій новачок також не довго протримався на шоу. Кідд зламав фігурку Йоши і це переросло в протистояння, з якого Татсу вийшов переможцем, після того як переміг у бою 26 червня. Після цього Тайсон зламав праву ногу Йоши, через що той покінчив зі змаганнями на місяць. Тим не менш, під час матчів Кідда на титантроні у супроводі звукових еффектів спалахував японський ієрогліф «Гордість». Це відволікало Тайсона під час матчів і давало можливість супернику перемогти.
6 вересня Татсу повернувся до змагань у новому образі: Він став носити плащ, маску та японський грим. Тієї ночі Татсу переміг Кіда і завершив протистояння. Через місяць Тацу перестанов одягати маску та наносити грим.
9 лютого Йоши переміг Джонні Кьортіса — це стало його останньою перемогою у WWE. Всі матчі 2012 та 2013 року закінчилися для нього поразкою.
У квітні 2014 Йоши першим вилетів з Battle Royal імпені Андре Гіганта.
12 червня 2014 року Йоши і ще 10 інших талантів були звільнені з WWE.

### Незалежні ліги (2014)
29 червня Татсу виграв свій перший титул на SCW, ставши володарем поясу у супер важкій вазі. 20 жовтня на Chikara Йоши програв Ешлі Ремінгтону через дискваліфікацію.

## Повернення в NJPW
У 2014 Йоши Татсу повернувся до змагань у NJPW, де завадив Джеффу Джаррету втрутитися в змагання між AJ Стайлзом і Хіросі Танахаші. Пізніше, Йоши програв AJ Стайлзу через втручання Джеффа Джаррета. Стайлз зламав Татсу шию і той не зміг взяти участь у турнірі 2014 World Tag
League.
У травні 2015 Йоши розпочав підготовку до змагань.
10 квітня 2016 Йоши Татсу, Хіросі Танахаші та Майкл Елгін перемогли Кенні Омега та The Young Bucks та здобули командне золото на NEVER Openweight 6-Man Tag Team Championship.

## У рестлігу

### Прийоми
- Фінішерм
  - Diving spinning heel kick[16][17]
  - Roundhouse kick[16] — WWE
  - Shining Wizard — WWE
- Улюблені прийоми
  - front flip senton
  - Multiple kick variations
    - Back[18]

  - Missile dropkick
  - Shoot[18]
  - Octopus hold[19]
  - Rolling Snapmare followed by a kick to the chest — WWE
  - Roaring Elbow (Discus elbow smash)[20]

### Музичні теми
- «J-Pop Drop» у виконані Tom Haines і Christopher Branch (WWE, 2009 — дотепер)

## Титули і досягнення
- Pro Wrestling Illustrated